# Municipio de Lincoln (condado de Decatur)
El municipio de Lincoln (en inglés, Lincoln Township) es un municipio del condado de Decatur, Kansas, Estados Unidos. Tiene una población estimada, a mediados de 2021, de 176 habitantes.

## Geografía
Está ubicado en las coordenadas 39°52′7″N 100°13′52″O / 39.86861, -100.23111. Según la Oficina del Censo de los Estados Unidos, tiene una superficie total de 92.13 km², de la cual 92.11 km² corresponden a tierra firme y 0.02 km² son agua.

## Demografía
Según el censo de 2020, en ese momento había 168 personas residiendo en la zona. La densidad de población era de 1.82 hab./km². El 93.45 % de los habitantes eran blancos y el 6.55 % eran de una mezcla de razas. Del total de la población, el 5.95 % eran hispanos o latinos de cualquier raza.